# وسام التاج (رومانيا)
وسام تاج رومانيا هو وسام ل شجاعة تم إنشاؤه في 14 مارس 1881  على يد الملك كارول الأول ملك رومانيا لإحياء ذكرى إنشاء مملكة رومانيا.  مُنحت كوسام دولة حتى نهاية الملكية الرومانية في عام 1947.  تم إحياؤها في 30 ديسمبر 2011. 

## الدرجات
خمسة درجات معظمها بأعداد محدودة:
- جراند كروس (محدود بـ 25)
- كبير الضباط (يقتصر على 80)
- القائد (يقتصر على 150)
- موظف (يقتصر على 300)
- الفارس (أعداد غير محدودة)

## الشارة

### زخرفة

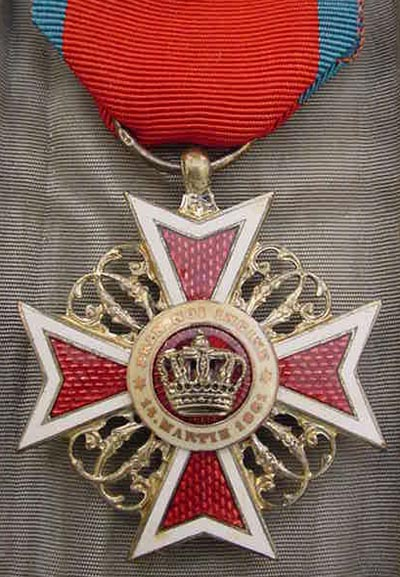
صليب الفارس (الإصدار المستخدم قبل عام 1932)

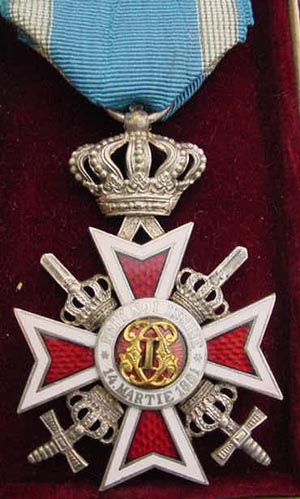
صليب الفارس بالسيوف (يستخدم بعد عام 1932)

الطابع الديني لنموذج 1881 هو صليب مالطي أحمر مطلي بالمينا، ذو ثمانية رؤوس مع هامش أوسع من الذهب والأبيض. في زوايا الصليب كانت الحرف "C" ، الحرف الأولى للمؤسس وتاريخ تأسيس الوسام في 14 مارس 1881. 1866 (استفتاء)، 1877 (استقلال روماني كامل)، 1881 (إعلان كارول كملك لرومانيا).